# Acrostolia brevifolia
Acrostolia brevifolia là một loài rêu trong họ Aneuraceae. Loài này được Gottsche Trevis. mô tả khoa học đầu tiên năm 1877.